# Mukowiscydoza

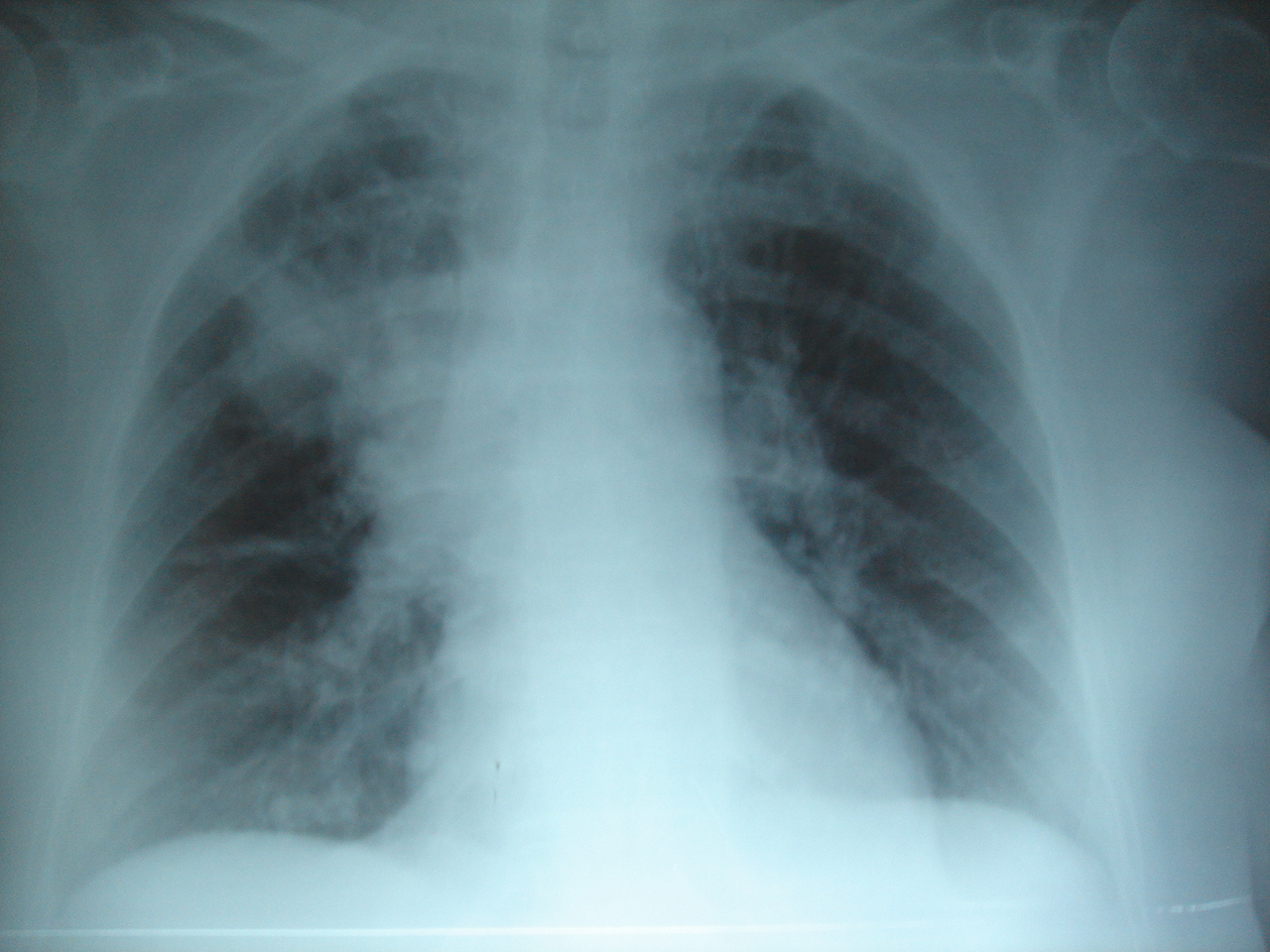
Przewlekłe zapalenie płuc ze zniszczeniem miąższu płucnego u osoby z mukowiscydozą

Mukowiscydoza (zwłóknienie torbielowate, łac. mucoviscidosis, ang. cystic fibrosis, CF, mucoviscoidosis, mucoviscidosis) – wrodzona choroba uwarunkowana genetycznie polegająca na zaburzeniu wydzielania przez gruczoły zewnątrzwydzielnicze.
Schorzenie to najczęściej powoduje zmiany w:
- układzie oddechowym – nawracające zakażenia, które prowadzą do uszkodzenia płuc i niewydolności oddechowej;
- przewodzie pokarmowym – przewlekły stan zapalny trzustki, prowadzi do uszkodzenia tego narządu i jego niewydolności, a niekiedy także wtórnej cukrzycy.

## Genetyka

### Molekularne przyczyny mukowiscydozy

Locus genu CFTR na chromosomie 7

Mukowiscydoza jest jedną z najczęstszych chorób genetycznych u ludzi (średnio 1 na 2 500 żywych urodzeń). Szczególnie często występuje u Europejczyków i Żydów Aszkenazyjskich.
Przyczyną choroby są mutacje genu odpowiedzialnego za syntezę błonowego kanału chlorkowego CFTR (cystic fibrosis transmembrane conductance regulator). Gen CFTR umiejscowiony jest na długim ramieniu chromosomu 7. Do stycznia 2009 roku znanych było ponad 1500 mutacji odpowiedzialnych za chorobę, do września 2011 roku poznano ponad 1600 takich mutacji. Są to najczęściej mutacje punktowe typu missens albo o charakterze małych insercji, rzadziej mutacje typu nonsens i na złączach intron-ekson. Tylko wyjątkowo są to duże delecje.
Najczęstsza mutacja odpowiada za blisko 70% przypadków choroby i oznaczana jest jako ΔF508 (lub F508del); uszkodzenie genu w tym miejscu prawdopodobnie determinuje ciężki przebieg choroby. Mutacja ta polega na delecji trzech nukleotydów, co powoduje usunięcie fenyloalaniny z sekwencji aminokwasowej białka. Tak zmienione białko jest rozpoznawane przez mechanizmy naprawcze komórki i degradowane.
Białko CFTR u około 10% chorych jest znacznie skrócone. Jedną z tego typu mutacji jest W1282X. Polega ona na mutacji nonsensownej w pozycji 1282 (kodon dla tryptofanu zostaje zastąpiony kodonem stop). Ta mutacja odpowiada za prawie 40% przypadków choroby u Żydów.
Kanał chlorkowy tworzony przez białko CFTR u około 5% chorych jest całkowicie zamknięty. Jedną z tego typu mutacji jest G551D.
Inne mutacje, np. p.R117H, p.R334W i p.R347P, odpowiadają za łagodniejszy przebieg choroby. W Europie Wschodniej i Środkowej, także w Polsce, spotykana jest mutacja Δ21 (duża delecja 21800 par zasad), prawie w ogóle niespotykana w innych populacjach. Mutacja ta też wywołuje ciężką postać choroby, z ciężką niewydolnością trzustki i wczesnym początkiem.
U rasy białej częstość mutacji jest następująca:
| Mutacja | Częstość występowania na świecie |
| ------- | -------------------------------- |
| ΔF508   | 66,0%                            |
| G542X   | 2,4%                             |
| G551D   | 1,6%                             |
| N1303K  | 1,3%                             |
| W1282X  | 1,2%                             |

### Dziedziczenie mukowiscydozy
Mukowiscydoza jest chorobą dziedziczną, która występuje u osób posiadających nieprawidłowy allel genu na chromosomie 7. Dziedziczona jest w sposób autosomalny recesywny. Nosiciele genu odpowiedzialnego za wystąpienie mukowiscydozy stanowią około 5% ludzi rasy białej. Niektórzy naukowcy sugerują, że tak duże rozpowszechnienie wadliwego allelu w populacji może wiązać się z przewagą heterozygot (naddominacja) w przypadku pewnych infekcji (np. cholera, dur brzuszny), jednak jak dotąd nie ustalono, co mogłoby stanowić presję selekcyjną.

## Objawy kliniczne
Mukowiscydoza objawia się tym, że organizm chorego produkuje nadmiernie lepki śluz, który powoduje zaburzenia we wszystkich narządach posiadających gruczoły śluzowe (m.in. płucach, układzie pokarmowym). Mukowiscydoza jest chorobą ogólnoustrojową, objawiającą się przede wszystkim przewlekłą chorobą oskrzelowo-płucną oraz niewydolnością enzymatyczną trzustki z następowymi zaburzeniami trawienia i wchłaniania. Gruczoły potowe wydalają pot o podwyższonym stężeniu chloru i sodu (tzw. „słony pot”).

### Objawy ze strony układu oddechowego
U ponad 90% chorych występują objawy ze strony układu oddechowego, takie jak:
- przewlekły i napadowy kaszel,
- nawracające i przewlekłe zapalenia płuc,
- zapalenie oskrzelików,
- obturacyjne zapalenia oskrzeli,
- krwioplucie,
- przewlekłe zakażenie Pseudomonas aeruginosa i (lub) Staphylococcus aureus,
- zmiany w płucach widoczne na prześwietleniu: nawracająca niedodma, rozdęcie i rozstrzenie oskrzeli,
- polipy nosa,
- przewlekłe zapalenie zatok przynosowych.

### Objawy ze strony przewodu pokarmowego
Objawy ze strony przewodu pokarmowego występują u około 75% chorych:
- występują obfite, nieuformowane, cuchnące, tłuszczowe stolce od wczesnego dzieciństwa;
- powiększenie objętości brzucha, niekiedy wypadanie odbytnicy;
- niedrożność smółkowa (meconium ileus) jelit w okresie noworodkowym, spowodowana czopem gęstej smółki zatykającym jelito grube i jej ekwiwalenty: zespół korka smółkowego, nawracające epizody bólu brzucha z objawami niedrożności przepuszczającej określane jako dystalna niedrożność jelit (DIOS, distal intestinal obstruction syndrome);
- może wystąpić (4–5% przypadków) wtórna marskość żółciowa wątroby z powodu niedrożności kanalików żółciowych;
- kamica żółciowa;
- zaczopowanie przewodów ślinianek gęstą wydzieliną śluzową;
- skręt jelita w okresie płodowym;
- gęsty i lepki śluz blokuje przewody trzustkowe, przyjmowane pokarmy nie są odpowiednio trawione (stąd występowanie stolców tłuszczowych – steatorrhoea) doprowadzając do objawów zespołu złego wchłaniania;
- nawracające zapalenia trzustki.

### Inne objawy
- Mukowiscydoza może powodować bezpłodność. U kobiet ze względu na wzrost gęstości śluzu szyjkowego, co implikuje trudności w przechodzeniu plemników w kierunku komórki jajowej; u mężczyzn związana z oligospermią lub azoospermią spowodowaną niedrożnością i aplazją nasieniowodów, określanym jako CBAVD (congenital bilateral aplasia of vas deferens).
- W wyniku zmian płucnych i zwiększonego oporu krążenia płucnego może dojść do powstania serca płucnego (cor pulmonale);

oraz:
- palce pałeczkowate,
- hiperprotrombinemia po okresie noworodkowym,
- acrodermatitis enteropathica,
- nawracający obrzęk ślinianek przyusznych.
- osteoporoza

## Rozpoznanie

### Kryteria rozpoznania mukowiscydozy
Podejrzenie
1. co najmniej jeden objaw kliniczny choroby lub
2. obciążający wywiad rodzinny, lub
3. dodatni wynik badania przesiewowego.

Potwierdzenie rozpoznania
1. dodatni wynik testu potowego – Cl− > 60 mmol/l w co najmniej dwóch badaniach, lub
2. wykrycie mutacji w obu allelach CFTR, lub
3. duża wartość przezbłonowej różnicy potencjałów.

### Wskazania do wykonania testu potowego
- przewlekły i napadowy kaszel
- nawracające i przewlekłe zapalenie płuc, zapalenia oskrzelików, obturacyjne zapalenie oskrzeli
- krwioplucie
- przewlekłe zakażenie Pseudomonas aeruginosa i (lub) Staphylococcus aureus
- zmiany radiologiczne
  - nawracająca niedodma
  - rozdęcie, rozstrzenie oskrzeli
- polipy nosa
- przewlekłe zapalenie zatok przynosowych
- niedrożność smółkowa lub jej ekwiwalenty
- zespół czopa smółkowego
- przedłużająca się żółtaczka noworodków
- cuchnące, tłuszczowe, obfite stolce
- objawy zespołu złego wchłaniania
- wypadanie odbytnicy
- marskość żółciowa wątroby
- kamica żółciowa
- nawracające zapalenie trzustki
- skręt jelita w okresie płodowym
- chory na mukowiscydozę w rodzinie
- niedobór masy ciała i wzrostu
- słony pot
- palce pałeczkowate
- odwodnienie hiponatremiczne i zasadowica hipochloremiczna o niejasnej etiologii
- nawracający obrzęk ślinianek przyusznych
- acrodermatitis enteropathica
- hipoprotrombinemia po okresie noworodkowym
- inne objawy niedoboru witamin rozpuszczalnych w tłuszczach
- azoospermia lub oligospermia

- Test potowy, badanie proste i ogólnie dostępne. W pocie stwierdza się podwyższone stężenie jonów chloru i sodu (60–140 mmol/l) (norma wynosi 20–40 mmol/l). U około 10% pacjentów wynik testu jest negatywny.
- Pomiar przeznabłonkowej różnicy potencjałów w nosie (ang. transepithelial nasal potential difference, NPD) – elektrofizjologiczne badanie błony śluzowej nosa umożliwiające ocenę czynności kanałów chlorkowych przed i po podaniu amilorydu (otwiera dodatkowy kanał chlorkowy). Jest czulszy niż test potowy, lecz dostęp do tej metody mają tylko niektóre kliniki.
- Chymotrypsyna, względnie elastaza w stolcu, należy badać co najmniej 3 stolce; w mukowiscydozie jest zmniejszona.
- Diagnostyka genetyczna metoda molekularną, wykrywanie mutacji ΔF508 w około 75% przypadków, dalsze 10% to inne znane mutacje.

### Diagnostyka preimplantacyjna
Diagnostyka preimplantacyjna pozwala na bardzo wczesne wykrycie mutacji powodującej mukowiscydozę. Badanie można przeprowadzić na komórkach rozrodczych przed zapłodnieniem. Jednak ze względu na sposób dziedziczenia (autosomalnie recesywne) bardziej wiarygodne jest badanie komórek po zapłodnieniu bądź też zarodków przed podaniem ich do macicy przyszłej matki. Badanie takie pozwala ocenić, czy dziecko będzie zdrowe, i znając obecność mutacji bądź jej brak, podjąć decyzję co do implantacji zarodka.

## Powikłania i późne następstwa
|                  | Wartość prawidłowa  | Mukowiscydoza     |
| ---------------- | ------------------- | ----------------- |
| pH               | >8                  | <7                |
| Kwas cytrynowy   | 400–1,500 mg/100 ml | > 2 000 mg/100 ml |
| Kwaśna fosfataza | 140-290 µg/ml       | 760-1,140 µg/ml   |
| Fruktoza         | 250–720 mg/100 ml   | 30–80 mg/100 ml   |

- niepłodność – prawie wszyscy mężczyźni są niepłodni wskutek niedrożności nasieniowodów
- cukrzyca, zwykle dopiero u młodzieży, 10–25% pacjentów powyżej 25. roku życia
- niewydolność serca – prawokomorowa, zaburzenia rytmu
- marskość wątroby u 5% chorych na mukowiscydozę

## Leczenie
Leczenie mukowiscydozy jest wyłącznie objawowe.
Leczenie objawów ze strony układu oddechowego:
- antybiotykoterapia,
- inhalacja beta-mimetykiem, kod leków według WHO: ATC R 03 AC
- fizykoterapia,
- sport,
- mukolityki, kod leków według WHO: ATC R 05 CB
- rekombinowana dezoksyrybonukleaza (dornaza α, Pulmozyme) inhalacje preparatu enzymatycznego prowadzą do hydrolizy endogennego DNA, uwalniającego się z granulocytów w przebiegu reakcji zapalnej; przez to zmniejsza lepkość wydzieliny oskrzelowej; nie stosowana dotychczas rutynowo, terapia jest kosztowna,
- terapia tlenowa,
- przeszczep płuc – przy całkowitej niewydolności płuc,
- prowadzone są badania nad użyciem terapii fagowej przy obecności bakterii opornych na antybiotyki[11][12][13][14].

Leczenie choroby oskrzelowo-płucnej w przebiegu mukowiscydozy wymaga usunięcia gęstej i lepkiej wydzieliny z dróg oddechowych oraz opanowania zaostrzeń przewlekłego procesu zapalnego i spowolnienia nieodwracalnych zmian oskrzelowo-płucnych antybiotykoterapią. Oczyszczanie oskrzeli z ropnej plwociny wymaga podawania leków upłynniających wydzielinę i fizjoterapii układu oddechowego. Efektywna fizjoterapia nie tylko poprawia drożność oskrzeli, lecz także przez stałe eliminowanie bakterii, substancji zapalnych i proteolitycznych ogranicza nasilenia przewlekłych stanów zapalnych, zwalniając rozwój nieodwracalnych uszkodzeń oskrzeli. Leczenie antybiotykami ma na celu opanowanie zakażenia bakteryjnego oskrzeli i płuc.
Leczenie objawów ze strony układu pokarmowego:
- substytucja enzymatyczna,
- dieta wysokokaloryczna,
- suplementacja witaminowa.

Podstawową zasadą jest korygowanie niedoboru enzymów trzustkowych z zapewnieniem wysokoenergetycznej diety, pokrywającej 120–150% dobowego zapotrzebowania kalorycznego. Ponadto należy zwiększyć dawkę podawanych witamin, zwłaszcza A, D, E, K.
Nie ma skutecznej metody leczenia mukowiscydozy. Wymienione powyżej zabiegi i leki pozwalają jedynie na wydłużenie przeżywalności i zwiększenie komfortu życia.

## Objawy zaostrzenia choroby oskrzelowo-płucnej
- nasilenie kaszlu
- zwiększenie ilości odkrztuszanej wydzieliny lub zmiana jej wyglądu na bardziej ropny
- duszność
- świszczący oddech
- nieproduktywny kaszel
- stwierdzenie nowych zmian osłuchowych
- stwierdzenie nowych zmian radiologicznych lub nasilenie tych stwierdzonych wcześniej
- wyhodowanie z plwociny nowej flory patogennej, zwłaszcza Pseudomonas
- pogorszenie wskaźników spirometrycznych
- nasilenie hipoksemii lub hiperkapni
- utrata łaknienia
- zmniejszenie masy ciała
- pogorszenie tolerancji wysiłku fizycznego
- gorączka lub stany podgorączkowe
- podwyższenie wskaźników stanu zapalnego
- czasami krwioplucia

## Historia badań
W 1989 roku odkryto allel genu CFTR wywołujący mukowiscydozę. Zakrojone na szeroką skalę w całym świecie badania naukowe stwarzają nadzieję na leczenie przyczynowe w najbliższych latach. Do podstawowych kierunków można zaliczyć:
- diagnostykę molekularną (genetyczną),
- transplantację płuc,
- podawanie chorym UTP w monoterapii lub w skojarzeniu z amilorydem,
- terapia genowa: polegająca na wbudowaniu prawidłowego genu CFTR do wektora adenowirusowego, którego następnie wprowadza się do płuc chorych.

## Leczenie żywieniowe
Osoby cierpiące na mukowiscydozę zagrożone są niedożywieniem. Dlatego poleca się stosowanie diet przeznaczonych do leczenia żywieniowego.
Pacjenci dotknięci mukowiscydozą cierpią z powodu hiperkapnii. Leczenie żywieniowe w przypadku tej grupy chorych ma zapewnić odpowiednią podaż kalorii i białka, a jednocześnie zmniejszyć ilość produkowanego przez ich organizm dwutlenku węgla. Ten ostatni postulat można spełnić poprzez stosowanie diet wysokotłuszczowych.

## Klasyfikacja ICD10
| kod ICD10     | nazwa choroby                                                         |
| ------------- | --------------------------------------------------------------------- |
| ICD-10: E84   | Zwłóknienie wielotorbielowate [cystic fibrosis]                       |
| ICD-10: E84.0 | Zwłóknienie wielotorbielowate z objawami płucnymi [postać płucna]     |
| ICD-10: E84.1 | Zwłóknienie wielotorbielowate z objawami jelitowymi [postać brzuszna] |
| ICD-10: E84.8 | Zwłóknienie wielotorbielowate z innymi objawami                       |
| ICD-10: E84.9 | Zwłóknienie wielotorbielowate, nieokreślone                           |